# Salix contortiapiculata
Salix contortiapiculata är en videväxtart som beskrevs av P.Y. Mao och W.Z. Li. Salix contortiapiculata ingår i släktet viden, och familjen videväxter. Inga underarter finns listade i Catalogue of Life.